# 趙文燿
趙文燿（1504年—1575年），字絅夫，别號鳳里，山東登州府萊陽縣人，軍籍，明朝政治人物。

## 生平
嘉靖四年（1525年）乙酉科山東鄉試第八名舉人。嘉靖二十年（1541年）中式辛丑科會試第二百七十五名，登第二甲第三十名進士。授户部主事，督饷天津。丁父憂歸，免丧赴阙，复除户部郎，寻擢员外郎，出官山西按察司佥事，分巡口北道。嘉靖三十一年（1552年），进参议，仍分守故道。会诏选各省民兵援蓟门，乃擢按察司副使，督山西兵守喜峰口。既罢兵，改除蓟州兵备。为巡按御史所劾，拟調任，乃奉母歸里。三十八年己未，太安人卒，除服赴京謁選，補陕西副使，整饬潼关兵备。以事忤观察，被论归。萬曆三年卒，得壽七十二。著有《凤里小稿》藏于家。

## 家族
曾祖趙銳；祖父趙漳；父趙松，永年县教諭、隆慶衛教授。前母丘氏；母李氏。具庆下。孙安人生二子，俱夭折。乃以三弟之子趙坰为嗣，以岁贡任沙河知县。